# (DF)-Raum
(DF)-Räume sind eine im mathematischen Teilgebiet der Funktionalanalysis betrachtete Klasse spezieller lokalkonvexer Räume, die eine wichtige Rolle in der Dualitätstheorie von Fréchet-Räumen spielt. Dualräume von Fréchet-Räumen sind (DF)-Räume, und Dualräume von (DF)-Räumen sind wieder Fréchet-Räume. Dadurch erklärt sich die 1954 von Grothendieck eingeführte Bezeichnung (DF).

## Definition
Die Definition der (DF)-Räume wird durch die folgenden zwei Eigenschaften von Dualräumen metrisierbarer lokalkonvexer Räume motiviert.
Ist {\displaystyle E=F\,'} der Dualraum eines metrisierbaren lokalkonvexen Raumes {\displaystyle F}, so gilt:
1. Es gibt eine Folge {\displaystyle (B_{n})_{n}} beschränkter Mengen in {\displaystyle E}, so dass es zu jeder beschränkten Menge {\displaystyle B\subset E} ein {\displaystyle n\in {\mathbb {N} }} und ein {\displaystyle \lambda >0} gibt mit {\displaystyle B\subset \lambda B_{n}}.
2. Ist {\displaystyle (V_{n})_{n}} eine Folge absolutkonvexer Nullumgebungen in {\displaystyle E}, und gibt es zu jeder beschränkten Menge {\displaystyle B\subset E} ein {\displaystyle \lambda >0} mit {\displaystyle B\subset \lambda \bigcap _{n}V_{n}}, so ist {\displaystyle \bigcap _{n}V_{n}} eine Nullumgebung in {\displaystyle E}.

Daher definiert man
Ein (DF)-Raum ist ein lokalkonvexer Raum E, der die oben genannten Eigenschaften (1) und (2) hat.

## Beispiele
- Die Definition ist so angelegt, dass Dualräume metrisierbarer lokalkonvexer Räume (DF)-Räume sind, sogar vollständige (DF)-Räume.
- Jeder quasitonnelierte Raum, der die erste Eigenschaft obiger Definition erfüllt, ist ein (DF)-Raum. Insbesondere sind alle normierten Räume (DF)-Räume. Es gibt daher (DF)-Räume, die nicht vollständig sind, und es gibt vollständige (DF)-Räume, die kein Dualraum sind.
- Der Raum {\displaystyle {\mathbb {R} }^{\infty }} aller reellen Folgen mit der Topologie der punktweisen Konvergenz ist kein (DF)-Raum.

## Vererbungseigenschaften
- Vervollständigungen von (DF)-Räumen sind wieder (DF)-Räume.
- Ist {\displaystyle F\subset E} ein abgeschlossener Untervektorraum im (DF)-Raum E, so ist der Faktorraum {\displaystyle E/F} wieder ein (DF)-Raum. Die (DF)-Eigenschaft vererbt sich im Allgemeinen nicht auf (abgeschlossene) Unterräume.
- Ist {\displaystyle (E_{n})_{n}} eine Folge von (DF)-Räumen, so ist die direkte Summe {\displaystyle \bigoplus _{n}E_{n}} mit der Finaltopologie wieder ein (DF)-Raum. Die (DF)-Eigenschaft vererbt sich im Allgemeinen nicht auf Produkträume.
- Das projektive Tensorprodukt zweier (DF)-Räume ist wieder ein (DF)-Raum.

## Weitere Eigenschaften
- Der starke Dualraum eines (DF)-Raums ist ein Fréchetraum. Daraus ergibt sich nun leicht, dass der Bidualraum eines Fréchetraums wieder ein Fréchetraum ist. Eine weitere wichtige Folgerung ist, dass ein Fréchetraum genau dann reflexiv ist, wenn sein starker Dualraum reflexiv ist.
- Jeder separable (DF)-Raum ist quasitonneliert.
- Die Topologie eines (DF)-Raums E lässt sich im folgenden Sinne lokalisieren: Eine absolutkonvexe Menge {\displaystyle U\subset E} ist genau dann eine Nullumgebung, wenn für jede absolutkonvexe, beschränkte Menge {\displaystyle B\subset E} der Durchschnitt {\displaystyle B\cap U} eine Umgebung von 0 in der Teilraumtopologie auf {\displaystyle B} ist.
- Ein (DF)-Raum trägt die feinste lokalkonvexe Topologie, die die Inklusionen {\displaystyle B_{n}\subset E} der beschränkten Mengen {\displaystyle B_{n}} aus Teil (1) obiger Definition stetig macht.

## gDF-Räume
Hat ein lokalkonvexer Raum nur die Eigenschaft (1) obiger Definition und trägt er die feinste lokalkonvexe Topologie, die die Inklusionen {\displaystyle B_{n}\subset E} der beschränkten Mengen aus Teil (1) obiger Definition stetig macht, so heißt dieser Raum gDF-Raum (generalized DF). Jeder (DF)-Raum ist ein gDF-Raum.
Wie (DF)-Räume sind auch gDF-Räume abgeschlossen gegenüber den Operationen Vervollständigung, Bildung von Quotientenräumen, abzählbarer Summenbildung und projektiven Tensorprodukten.
Sind {\displaystyle E} und {\displaystyle F} zwei lokalkonvexe Räume, so sei {\displaystyle L_{b}(E,F)} der Raum {\displaystyle L(E,F)} der stetigen, linearen Abbildungen {\displaystyle E\rightarrow F} versehen mit der Topologie der gleichmäßigen Konvergenz auf beschränkten Mengen, d. h. es gilt {\displaystyle T_{i}\to T}, falls es zu jeder beschränkten Menge {\displaystyle B\subset E} und jeder Nullumgebung {\displaystyle U\subset F} ein {\displaystyle i_{0}} gibt, so dass {\displaystyle T_{i}(x)-T(x)\in U} für alle {\displaystyle x\in B} und {\displaystyle i\geq i_{0}}. Mit dieser Begriffsbildung lassen sich gDF-Räume wie folgt charakterisieren:
Für einen lokalkonvexen Raum {\displaystyle E} sind äquivalent:
- {\displaystyle E} ist ein gDF-Raum.
- Für jeden Fréchetraum {\displaystyle F} ist {\displaystyle L_{b}(E,F)} ein Fréchetraum.
- Für jeden Banachraum {\displaystyle F} ist {\displaystyle L_{b}(E,F)} ein Fréchetraum.